# Trachynion
Le trachynion est une formation herbacée, de type pelouse calcaire pionnière à dominante d'annuelles, qui se développe sur des sols calcaires. 

## Description
L'altération du calcaire en surface provoque la formation d'un sol squelettique de type rendzine rouge.
Cet habitat, qui se présente sous l'aspect de pelouses fortement écorchées, avec un recouvrement de moins de 50 %, se développe dans les zones de tonsures provoquées par le pâturage (ovin principalement, et parfois lapins). 
La végétation se compose en grande partie d'annuelles à durée de vie courte, accompagnées de chaméphytes et hémicryptophytes pionniers des pelouses calcicoles xérophiles du xérobromion.

## Dynamique
Les trachynions sont généralement des formations secondaires issues de déforestation ancienne, ou de revégétalisattion de cultures laissées à l'abandon. Les trachynions évoluent naturellement vers un état de xérobromion.  En cas de charge pastorale trop forte, une dérive nitrophile de l'habitat peut être observée avec régression des espèces les plus caractéristiques. 